# Cercon Arieșul
Cercon Arieșul este o companie producătoare de materiale de construcție din ceramică din Câmpia Turzii.
În anul 2006, compania a avut venituri de 8,9 milioane lei (2,5 milioane euro).